# Teorema dell'approssimazione simpliciale
In matematica, il teorema dell'approssimazione simpliciale è un risultato fondamentale per la topologia algebrica, che garantisce che le mappature continue possano essere approssimate (mediante una leggera deformazione) da quelle che sono funzioni definite a pezzi del tipo più semplice. 

## Applicazione
Esso si applica alle mappature tra spazi ricavati da simplessi – cioè, da complessi simpliciali. La mappatura continua generale fra tali spazi può essere rappresentata in modo approssimato dal tipo di mappatura che è (affine-) lineare su ogni simplesso in un altro simplesso, al costo (i) della sufficiente suddivisione baricentrica dei simplessi sia del dominio che dell'intervallo, e (ii) della sostituzione della mappatura effettiva con una omotopica. 
Questo teorema fu dimostrato per la prima volta da L.E.J. Brouwer, mediante l'uso del teorema di rivestimento di Lebesgue (un risultato basato sulla compattezza). Esso servì a porre su basi rigorose la teoria dell'omologia di quel periodo – il primo decennio del XX secolo – poiché dimostrava che l'effetto topologico delle mappature continue (sui gruppi di omologia) poteva in un determinato caso essere espresso in modo finitario. Ciò deve essere visto sullo sfondo della scoperta, fatta a quel tempo, che la continuità era in generale compatibile, in talune altre aree, con situazioni patologiche. Ciò diede inizio, si potrebbe dire, all'era della topologia combinatoria.
C'è un ulteriore teorema dell'approssimazione simpliciale per le omotopie, che afferma che un'omotopia tra mappature continue può essere ugualmente approssimata da una versione combinatoria.